# Acupalpa pollinosa
Acupalpa pollinosa är en tvåvingeart som beskrevs av Mann 1929. Acupalpa pollinosa ingår i släktet Acupalpa och familjen stilettflugor. Inga underarter finns listade i Catalogue of Life.